# Gongylidiellum vivum
Gongylidiellum vivum es una especie de araña araneomorfa del género Gongylidiellum, familia Linyphiidae. Fue descrita científicamente por O. Pickard-Cambridge en 1875.
Se distribuye por Argelia, Turquía, Cáucaso e Irán. El cuerpo del macho mide aproximadamente 1,2-1,7 milímetros de longitud y el de la hembra 1,5-2 milímetros.